# Incheon (lớp khinh hạm)
Tàu hộ vệ lớp Incheon (Hangul: 인천급 호위함, Hanja: 仁川級護衛艦), còn được gọi là FFX, là một lớp khinh hạm phòng thủ bờ biển của Hải quân Hàn Quốc. Lớp tàu này thay thế cho lớp Pohang và lớp Ulsan đã trở nên già cỗi, và đảm nhiệm các hoạt động đa năng như tuần tra bờ biển, tác chiến chống tàu ngầm, hỗ trợ vận tải. Phiên bản tiếp nối của lớp Incheon là lớp Daegu, trước đây được gọi là Lô thứ II của lớp Incheon.

## Phát triển
Đầu thập niên 1990, kế hoạch của chính phủ Hàn Quốc về việc đóng tàu chiến ven bờ thế hệ tiếp theo mang tên "Frigate 2000" bị hủy bỏ do khủng hoảng tài chính châu Á năm 1997. Nhưng sau khi Hải quân Hàn Quốc (ROKN) phải loại biên các tàu khu trục lớp Gearing và đội tàu hộ vệ lớp Ulsan trở nên cũ kỹ, kế hoạch "Frigate 2000" đã được hồi sinh với tên gọi Future Frigate eXperimental (FFX) vào đầu những năm 2000.
Hải quân Hàn Quốc ban đầu muốn có 24 khinh hạm 3.000 tấn để thay thế 37 tàu bao gồm lớp Ulsan, lớp Pohang và lớp Donghae. Sau đó, họ quyết định sẽ đóng sáu tàu 2.700 tấn cho lô đầu tiên. Năm 2008, kế hoạch này tiếp tục bị hạ xuống với việc lượng giãn nước mỗi tàu giảm còn 2.300 tấn sau khi Tổng thống Lee Myung-bak nhậm chức. Lô thứ hai được lên kế hoạch đóng tám chiếc với mục tiêu cuối cùng là biên chế tổng cộng 20–22 chiếc khinh hạm.
Năm 2010, Hyundai Heavy Industry tiến hành đóng chiếc FFX đầu tiên, đến tháng 4 năm 2011, chiếc đầu tiên mang tên ROKS Incheon được hạ thủy. Tên tàu lấy từ tên thành phố cảng Incheon ở phía tây Hàn Quốc, có ý nghĩa là nhằm bảo vệ các đảo phía tây do liên tục xảy ra đụng độ với hải quân Triều Tiên tại khu vực này.

## Vũ khí
Pháo chính của tàu là hải pháo Mark 45 Mod 4 cỡ nòng 5-inch (127 mm)/L62. Lý do sử dụng cỡ nòng 127 mm thay vì 76 mm là để tăng cường hỏa lực hỗ trợ pháo kích hải quân trong các cuộc đổ bộ, và chiếm ưu thế trong việc đọ pháo với tàu đối phương. Vũ khí phòng không gồm có một hệ thống vũ khí phòng thủ tầm gần 20 mm Phalanx CIWS và một bệ phóng 21 đạn tên lửa RAM Block 1. Vũ khí chống tàu ngầm là hai giàn 3 ống phóng ngư lôi K745 Blue Shark.
Nhiệm vụ tiêu diệt tàu mặt nước được đảm nhiệm bởi tên lửa chống hạm tầm xa SSM-700K C-Star, mỗi tên lửa có hiệu suất tương tự Harpoon của Mỹ. Ngoài ra, tàu còn có thể mang tên lửa tấn công mặt đất chiến thuật mới phát triển, có nguồn gốc từ SSM-700K. Ban đầu, tên lửa tấn công mặt đất được lên kế hoạch trang bị cho tàu lô thứ II, nhưng các nghiên cứu khả thi cho thấy nó có thể trang bị trên các tàu lô thứ I, điều này giúp tăng cường tính linh hoạt và nâng cao khả năng răn đe với tầm bắn 150–200 km (93–124 dặm).

## Danh sách tàu trong lớpIncheon
| Tên tàu       | Số hiệu | Đơn vị đóng tàu             | Hạ thủy              | Biên chế            | Tình trạng     |
| ------------- | ------- | --------------------------- | -------------------- | ------------------- | -------------- |
| ROKS Incheon  | FFG-811 | Hyundai Heavy Industries    | 29 tháng 4 năm 2011  | 17 tháng 1 năm 2013 | Đang hoạt động |
| ROKS Gyeonggi | FFG-812 | Hyundai Heavy Industries    | 18 tháng 7 năm 2013  | 4 tháng 11 năm 2014 | Đang hoạt động |
| ROKS Jeonbuk  | FFG-813 | Hyundai Heavy Industries    | 13 tháng 11 năm 2013 | 5 tháng 1 năm 2015  | Đang hoạt động |
| ROKS Gangwon  | FFG-815 | STX Offshore & Shipbuilding | 12 tháng 8 năm 2014  | Tháng 11 năm 2015   | Đang hoạt động |
| ROKS Chungbuk | FFG-816 | STX Offshore & Shipbuilding | 23 tháng 10 năm 2014 | 26 tháng 1 năm 2016 | Đang hoạt động |
| ROKS Gwangju  | FFG-817 | STX Offshore & Shipbuilding | 11 tháng 8 năm 2015  | 9 tháng 11 năm 2016 | Đang hoạt động |

## Xuất khẩu
Tàu hộ vệ lớp Incheon có một biến thể mang tên lớp Jose Rizal, được Hyundai Heavy Industries cung cấp cho Philippines để đáp ứng nhu cầu trang bị thêm hai khinh hạm mới của hải quân nước này. Ngày 24 tháng 10 năm 2016, hợp đồng cung cấp hai khinh hạm tàng hình đa năng lớp Jose Rizal được ký kết giữa Bộ Quốc phòng Philippines, đại diện là Bộ trưởng Quốc phòng Delfin Lorenzana, và Hyundai Heavy Industries, đại diện là Phó chủ tịch cấp cao Ki Sun Chung, dưới sự chứng kiến của các quan chức đến từ DND, AFP, PN, HHI và Đại sứ Hàn Quốc tại Philippines.
Tháng 11 năm 2012, có thông tin cho rằng Israel đang cân nhắc thỏa thuận mua bốn khinh hạm lớp Incheon từ Hàn Quốc, tập đoàn Hyundai Heavy Industries và Israel Shipyards sẽ cùng hợp tác tham gia đóng tàu.